# AKARI
AKARI (jap. あかり światło) – japoński satelita naukowy z teleskopem kosmicznym do obserwacji promieniowania podczerwonego skonstruowany przez JAXA przy współpracy z instytutami z Korei Południowej i Europy. Satelita został wyniesiony w kosmos 21 lutego 2006 za pośrednictwem rakiety M-V. Poruszał się po ziemskiej orbicie heliosynchronicznej, a jego celem było zeskanowanie całego nieba w bliskiej, średniej i dalekiej podczerwieni.
W marcu 2010 udostępniono publicznie katalog wykonany na podstawie całościowego przeglądu nieba, zawierający ok. 1,3 miliona źródeł promieniowania. W październiku 2011 opublikowano katalog ok. 5200 planetoid, zawierający m.in. wyniki pomiarów albedo i rozmiarów.
23 maja 2011 nastąpiła awaria układu zasilania, w wyniku czego satelita działał tylko wtedy, gdy na panele baterii słonecznych padało światło słoneczne. W sierpniu satelita osiągnął orbitę, na której stale był oświetlany przez Słońce. W październiku udało się rozmrozić paliwo, dzięki czemu można było obniżyć perygeum orbity z 700 do 450 km. Ten celowy manewr spowodował, że w ciągu 25 lat AKARI wejdzie w atmosferę ziemską i spłonie. 24 listopada 2011 satelita został wyłączony.